# Walter Curley
Walter Joseph Patrick Curley II, né le 17 septembre 1922, et mort le 2 juin 2016, est le 57e Ambassadeur des États-Unis en France de 1989 à 1993 et Ambassadeur des États-Unis en Irlande de 1975 à 1977. Curley a été commissaire des événements publics et chef du protocole de la ville de New York de 1973 à 1974, durant les administrations de John Lindsay et Abraham Beame.
Auteur de deux ouvrages sur la royauté, Curley est diplômé de l'université Yale et de la Harvard Business School.

## Ouvrages
- Monarchs in Waiting
- Vanishing Kingdoms

## Source de la traduction
- (en) Cet article est partiellement ou en totalité issu de l’article de Wikipédia en anglais intitulé « Walter Curley » (voir la liste des auteurs).